# Diemut Theato

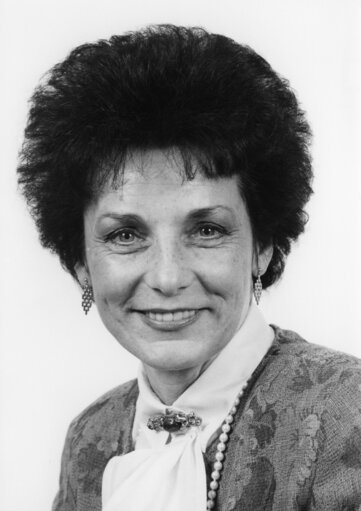
Diemut R. Theato (2012)

Diemut R. Theato (* 13. April 1937 in Kleinröhrsdorf, Dresden) ist eine deutsche Politikerin der CDU und Dolmetscherin. Sie war von 1987 bis 2004 Mitglied des Europäischen Parlaments.

## Leben
Nach dem Abitur in Berlin (West) absolvierte Theato einen einjährigen Auslandsaufenthalt in England mit Studium und Examen für Ausländer an der Universität in Cambridge. Anschließend studierte Theato von 1956 bis 1960 am Dolmetscher-Institut der Universität Heidelberg die Sprachen Englisch und Portugiesisch mit dem Sachfach Jura. Während des Studiums war sie zu Studienaufenthalten in England, Portugal und Frankreich. Von 1960 bis 1987 arbeitete sie als Dolmetscherin und Übersetzerin. Nach Heirat und Geburt ihrer beiden Kinder war sie als freiberufliche Übersetzerin und Konferenzorganisatorin tätig.
Sie wohnt in Neckargmünd-Waldhilsbach.

## Politische Tätigkeit
1977 wurde Diemut Theato zur Vorsitzenden der Frauen-Union Rhein-Neckar gewählt. Von 1979 bis 1987 war sie Mitglied des CDU-Landesvorstands der Frauen-Union Baden-Württemberg. Von 1981 bis 2001 war sie stellvertretende Kreisvorsitzende der CDU Rhein-Neckar. Von 1981 bis 1989 gehörte sie dem Bezirksvorstand der CDU Nordbaden an. Von 1981 bis 1992 war sie in der Kommission Erziehung der Frauensektion Europa der CDU/CSU (Europäische Frauenunion) tätig. 1985 bis 1990 war sie Kreisvorsitzende der Europa-Union Rhein-Neckar. 1987 rückte Diemut Theato für den zurückgetretenen Wilhelm Hahn nach ins Europaparlament. Sie gehörte zum Vorstand der EVP und war Mitglied im Haushaltsausschuss und Vorsitzende des Ausschusses für Haushaltskontrolle von 1994 bis 2004.
Ab 1989 war sie Mitglied des Landesvorstands der CDU Baden-Württemberg, ab 1991 stellvertretende Landesvorsitzende.
Von 1975 bis 1987 war sie Mitglied im Ortschaftsrat Waldhilsbach, von 1980 bis 1987 war sie Ortsvorsteherin.

## Sonstige Tätigkeiten
Diemut Theato war von 1980 bis 2001 Vorsitzende des DRK-Ortsvereins Waldhilsbach und Mitglied im Verwaltungsausschuss der Sozialstation Neckargmünd. Von 1991 bis 2007 war sie Vorsitzende des DRK Kreisverbands Rhein-Neckar/Heidelberg. Durch ihre Initiative konnte eine Partnerschaftsvereinbarung des DRK mit der Frauen- und Kinderklinik in Temeswar/Rumänien abgeschlossen werden.
Sie ist Vizepräsidentin der Stiftung Mérite Européen.

## Ehrungen
- 1995 Bundesverdienstkreuz am Bande.
- 1995 Ehrendoktorwürde der Universität Urbino/Italien
- 1998 Ehrendoktorwürde der West-Universität Temeswar/Rumänien
- 2000 Steuerpreis 2000 vom Europäischen Steuerzahlerbund
- 2002 Bundesverdienstkreuz 1. Klasse[1]

## Werke
- mit Rainer Graf: Das Europäische Parlament und der Haushalt der Europäischen Gemeinschaft, Baden-Baden 1994, ISBN 3-7890-3280-8.